# Стопчатів
Стопча́тів — село в Україні у складі Яблунівської селищної громади — територіальної громади Косівського району Івано-Франківської області. Орган місцевого самоврядування до 2017 року — Стопчатівська сільська рада, з 2017 року — Яблунівська селищна рада. Населення становить 2 831 особа. 

## Географія
Село межує з селищем Яблунів та селами Люча, Уторопи Косівського району і Малий Ключів, Мишин, Ковалівка Коломийського району. Висота над рівнем моря становить 347 метрів, відстань до райцентру становить 16 км, до залізничної станції Коломия — 16 км. Мішані ліси займають 423 га.
Назви лісів та урочищ: Мальцево, Дубовий, Борисівка, Чотири Кіпці, Поруби, Ратиці, Берізник, Березина, Корнівка, Іванівка, Красник. Невелике узвишшя в межах села — гора Ратунда. Мішані ліси займають 423 га.
Присілки і кутки: Копана Дорога, Корнівка, Городище, Підгора, Ратунда, Баґадунка, Багна, Заріка, Борисівка, Красник, Берізник, Мальцево, Уторопець, Іванівка, Вивіз, Крушник, Долішній Кут, Осередок, Фабрика, Дубник, Горішний Кущ.
Через село протікає р. Лючка, в яку впадають потоки: Тиноса, Терновець, Красник, Тікачка, Ласканівка, Середній потік, Млинівка, Ріпне, Солонець, Колодний, Ровень, Плещітка.

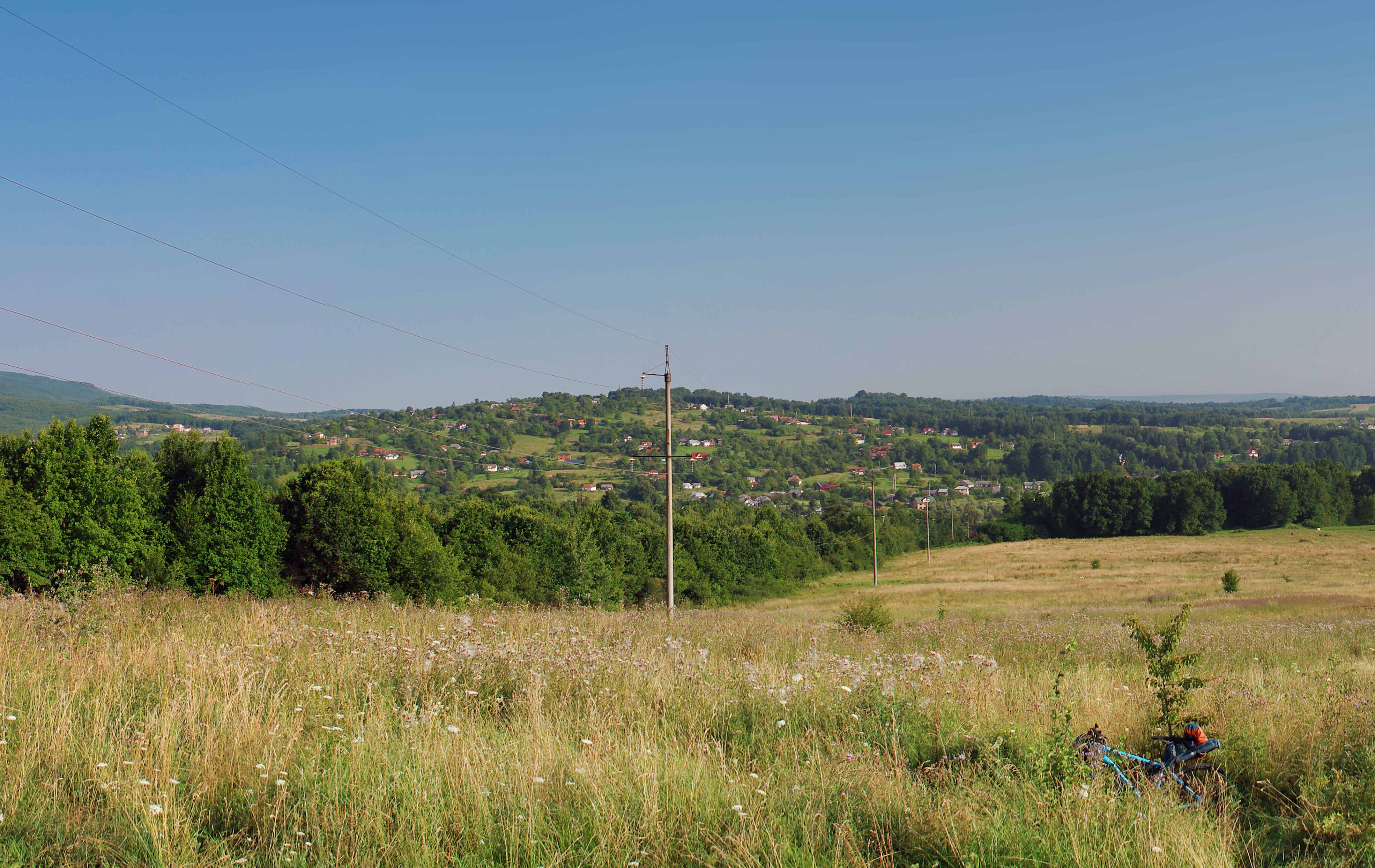
Панорама села Стопчатів. Вид з дорожнього підйому над селом Уторопи

## Історія села
Село засноване у 1416 році (за іншими даними 1515 році). У податковому реєстрі 1515 року документується піп (отже, уже тоді була церква), млин і 6 ланів (близько 150 га) оброблюваної землі та ще 3 лани тимчасово вільної. 1610 року село придбав у Влодка Мацей Яблоновський (королівський ротмістр).
Протягом 1934—1937 років за сприяння о. Корнелія Бахталовського та Петра Боднарука в селі збудований будинок католицького Народного дому. Будівля згоріла під час другої світової війни.
Станом на 1 січня 1939 році в селі мешкало 2910 осіб, з них 2840 українців-грекокатоликів, 50 українців-латинників, 20 євреїв. Село належало до ґміни Яблунів Коломийського повіту Станиславівського воєводства.
У 1940-х роках у повстанській боротьбі проти радянського режиму брали участь 40 стопчатівців. За даними облуправління МДБ, у 1949 році у Яблунівському районі підпілля ОУН найактивнішим було в селах Космач та Стопчатів. 250 стопчатівців зазнали репресій за підтримку цієї боротьби. 1 серпня 1953 року 200 енкаведистів оточили хату, у якій були референт СБ Коломийського надрайонного проводу «Марко» (Степан Козьмин), районний провідник «Градок» (Дмитро Гриблюк), 17-літній повстанець «Галайда» (Іван Дронюк). Повстанці загинули як герої, «Галайда» зумів ножем смертельно поранити старшого лейтенанта Чорноусова, який керував операцією. 28 вересня 2003 року повстанців урочисто перепоховали в селищі Печеніжині Коломийського району.
1946 року збудований сільський будинок культури, нині — Народний дім.
Храмові свята в селі: 27 жовтня (Преподобної Параскевії) та 19 грудня (Миколая Чудотворця).
Типові прізвища: Бойчук, Заячук, Полюк, Скригунець.
У червні 2025 року у селі спалахнув скандал через поховання воїна 77-го окремого батальйону Романа Гундерука. Директорка місцевого ліцею Ольга Романюк погрожувала вдові. 

## Населення

### Мова
Розподіл населення за рідною мовою за даними перепису 2001 року:
| Мова       | Кількість | Відсоток |
| ---------- | --------- | -------- |
| українська | 2824      | 99.75%   |
| російська  | 6         | 0.21%    |
| білоруська | 1         | 0.04%    |
| Усього     | 2831      | 100%     |

## Інфраструктура
У селі розташований готель «Фільварок», що складається з двох будинків — двоповерхового готелю на 6 номерів та котеджу «Стара хата». На першому поверсі готелю розташований кафе-бар та окремий бенкетний зал на 250 місць.
Від 1975 року працює місцева середня школа, початкова школа на 16 учнів початкових класів, розташована на присілку Борисівка. Працює Народний дім, який має кіноустановку. Тут працюють колективи: літературний театр, молодіжний, драматичний, дитячий гурток «Соколята», дві вокальних групи. Поряд від 1950-х років в окремому будинку розташована місцева бібліотека. Також в селі діють два медпункти, чотири крамниці та майстерня з пошиття одягу.

## Пам'ятки історії та культури
- Залишки поселення бронзової доби.
- Руїни замку в урочищі Фабрика.
- Церква святої Параскевії.
- Церква святої Миколая.
- Пам'ятний хрест на честь скасування панщини.
- Могила січового стрільця Юрія Мельника з написом: «Тут спочиває комендант 2-ї Коломийської сотні імені гетьмана І. Мазепи четар Юрко Мельник. Загинув за волю України у 1919 році під Рава-Руською на 30-му році життя. Вічна йому пам'ять».
- Братська могила воїнів радянської армії та пам'ятник землякам, які загинули під час другої світової війни (1974 р., скульптор І. Андрійканич);
- Пам'ятник командиру УПА сотенному «Гамалії» — Василю Скригунцю (2012).

## Відомі люди

### Народилися
- Михайло Атаманюк — український письменник, перекладач.
- Корнелій Бахталовський (2 жовтня 1892 — 24 листопада 1948) — священик, громадський діяч. Активіст осередку товариства «Просвіта» та організатор читальні релігійного товариства «Скала» у Стопчатові[9].
- Василь Бейсюк — єрентій місцевої церкви, організатор драматичного гуртка.
- Петро Боднарук — будівничий Народного дому (1936—1937).
- Роман Гундерук — український військовослужбовець, учасник російсько-української війни[16].
- Микола Долішняк — керівник Городенківського надрайонного проводу ОУН, лицар Бронзового хреста бойової заслуги УПА (15.12.1946)[17][18].
- Дмитро Павличко — український поет, перекладач, літературний критик, громадсько-політичний діяч, Герой України.
- Йосип Приймак «Нечай» — командир сотні УПА «Чорногора».
- Василь Скригунець (псевдо — «Гамалія») — командир сотні «Черемош», заступник шефа зв'язку Коломийського окружного проводу ОУН, сотник УПА, лицар Бронзового хреста бойової заслуги.

### Мешкали, працювали
- Отець Січинський Микола — громадський діяч, український греко-католицький священик, парох села. Батько Мирослава Січинського. Помер у селі[19].